# Гутендорф, Руди
Рудольф (Руди) Гутендорф (нем. Rudolf «Rudi» Gutendorf; 30 августа 1926, Кобленц — 14 сентября 2019) — немецкий футболист и футбольный тренер. Он является тренером, работавшим с наибольшим числом сборных в истории футбола — 18, занесён в Книгу рекордов Гиннесса. Также он 36 раз принимал в разных странах футбольные клубы, за что получил прозвище Руди-растлос, то есть неутомимый Руди.

## Биография
Во время своей игровой карьеры Руди Гутендорф сыграл около 90 матчей, в основном, на позиции правого нападающего за клуб из родного города, «Кобленц». После окончания карьеры в 1953 году он прошёл тренерский курс Зеппа Хербергера и в 1954 году получил лицензию тренера № 330.
В списке его тренерской карьеры имеется 54 места работы. Они включают в себя деятельность в качестве тренера в Австралии, Боливии, Тринидаде и Тобаго, Китае, Фиджи, Тонга, Танзании, Непале и Руанде. Своего самого большого успеха в качестве тренера он достиг с Чили, с которой выиграл свою группу 3 в отборочном турнире на чемпионат мира 1974. В межконтинентальных плей-офф Чили досталась сборная СССР. Однако за две недели до первого матча в Москве генерал Аугусто Пиночет устроил военный переворот 1973 года в Чили, из-за этого сборная СССР отказалась приехать на ответный матч в Чили, за что получила техническое поражение. При этом надо признать, что чилийцы великолепно сыграли в конце сентября первый матч в Москве, завершившийся нулевой ничьей. В Бундеслиге Гутендорф тренировал «Дуйсбург», «Штутгарт», «Шальке 04», «Киккерс Оффенбах», «Теннис Боруссию Берлин», «Гамбург» и «Мюнхен 1860» (тогда вторая лига). В целом, он провёл в Бундеслиге 227 матчей на тренерской скамье (82 победы, 60 ничьих, 85 поражений, 327:374 голов).
Гутендорф был первым иностранным тренером, выигравшим чемпионат Японии в 1984 году с «Ёмиури», теперь — «Токио Верди».
Гутендорф выступал тренером символической команды «Лотто-Эльф», состоявшей из известных игроков, которые играли в целях благотворительности, среди них были Вольфганг Оверат, Хорст Эккель и Штефан Кунц.
Последним местом работы Гутендорфа стала сборная Самоа, которую он тренировал в 2003 году.
Благодаря оборонительной тактике, с которой он тренировал «Дуйсбург» в сезоне 1963/64 Бундеслиги, он получил прозвище «Ригель-Руди», то есть «Руди-замок». Его другое прозвища, «бабушка», он получил в первые дни от игроков «Кобленца».
В начале сезона 2012/13 Гутендорф в возрасте 85 лет получил предложение поработать в «Дуйсбурге» в качестве тренера и менеджера, так как после двух игр команда не имела ни одного очка и находилась в нижней части турнирной таблицы. Предложение было отвергнуто.
Руди Гутендорф был женат, его последний сын родился, когда Гутендорфу было 62 года, он жил со своей семьёй в Нойштадте (Вид).
Скончался 14 сентября 2019 года на 94-м году жизни.

## Награды
В 1997 году Руди Гутендорф был награждён орденом «За заслуги перед Федеративной Республикой Германия». Цитата гласит: «Руди Гутендорф превосходно работал на благо развития спорта и содействия репутации Федеративной Республики Германии за рубежом». За «значительный вклад в международное взаимопонимание» в 2011 году он получил Офицерский крест.

## Фильмография
- 1999: «Мяч ублюдка» (нем. Der Ball ist ein Sauhund)
- 15 ноября 1999: «Бекман» (нем. Beckmann)
- 2006: «Полный горшок — ежедневное обслуживание» (нем. Volle Kanne - Service täglich)
- 2009: «Моими целями были футбол и женщины» (нем. Mein Ehrgeiz galt dem Fußball und den Frauen)[12]